# 李日程
李日程（？—？），字省甫，號白軒，為中國清朝武官官員。李日程为福建安溪感化里（今湖头镇）人，清文渊阁大学士李光地胞叔。
李日程於1686年（康熙25年）奉旨接替林葵，於台灣地區擔任台灣水師協副將。而隸屬台灣鎮之下的此官職是台灣清治時期中的這階段，全台灣的海防軍事層級最高武將，其統帥三營兵力，約數千名水師兵勇。
| 前任： 林葵 | 台灣水師協副將 1686年上任 | 繼任： 唐希順 |